# Jupp Merkens
Josef „Jupp“ Merkens (* 6. Oktober 1903 in Köln; † 26. Juni 1981 ebenda) war ein deutscher Radsportler und Schrittmacher.
Von 1920 bis 1927 war Merkens als Amateur-Radrennfahrer aktiv, startete zunächst für den „RC Flottweg Köln“ und ab 1923 für den „RC Adler Köln“. Durch seinen Freund, den Kölner Radrennfahrer Paul Krewer, kam Merkens zum Stehersport. 1934 legte er seine Prüfung an der Schrittmacher- und Steherschule in Wuppertal-Elberfeld ab und leitete anschließend eine Steherschule in Köln. Von da an führte er als Schrittmacher zahlreiche prominente deutsche Steher wie Walter Lohmann, Adolf Schön, Erich Metze, Gustav Kilian, Jean Schorn, Erich Bautz, Otto Ziege sowie seinen eigenen Bruder, den Sprint-Olympiasieger von 1936, Toni Merkens, der nach den Olympischen Spielen Profi geworden war und anschließend hauptsächlich die lukrativeren Steherrennen bestritt.
Mit Adolf Schön wurde Merkens 1937 in Frankfurt Deutscher Meister und in Kopenhagen Dritter der Weltmeisterschaft. 1941 wurde Lohmann Deutscher Meister hinter Merkens, 1942 und 1950 Bautz und 1947 Schorn. 1953 wurde Merkens gemeinsam mit dem Berliner Otto Ziege deutscher Vize-Meister.